# フィリップ・セス
フィリップ・セス（Philippe Saisse、1957年2月4日 - ）は、フランス出身のスムーズジャズ、ニューエイジ・ミュージックのキーボーディスト、音楽プロデューサーである。
マルセイユ生まれ、パリ育ち。パリの音楽学校で学んだあと、奨学生の資格でアメリカ・ボストンにあるバークリー音楽大学に進学した。ゲイリー・バートンの指導を受け、アル・ディ・メオラのアルバム『スプレンディド・ホテル』でデビューした。またフェリシア・コリンズやデヴィッド・ボウイなどのミュージシャンと共演したり、デイヴィッド・サンボーンのために曲を書いたりした。
ユニットとしてはギタリストのランディ・フレドリックスと組んだ「ドッペルギャンガー」、同じくギタリストのナイル・ロジャースと組んだ「アウトラウド」での活動が有名である。
1988年から1990年までの2年間にわたり、アメリカ・NBCテレビで深夜に放送されていた音楽番組『Sunday Night』の番組内バンド「The Sunday Night Band」の一員として活動した。
また伊東たけしやMALTA、角松敏生などのアルバムをプロデュースしたり、キーボーディストとして堀井勝美プロジェクトやT-SQUARE、SMAP、嵐の作品に参加するなど、日本人アーティストとの共演も数多い。
活動拠点はニューヨークに移しており、ソロ作はゆっくりとしたペースで制作している。日本のJVCからはアコースティック・トリオとして3枚のアルバムをリリースしており、ランデヴーに移籍してからはトリオ名義としてカバー・アルバムをリリースしている。2007年にはバークリー時代からの友人、カート・ファークァーの勧めで、拠点をロサンゼルスに移す。TOTOのメンバーとしても知られるドラマーのサイモン・フィリップスと再会し、彼の紹介でベーシストのピノ・パラディーノと出会う。2009年に彼らを迎え、アルバム『アット・ワールズ・エッジ』をコーチ・レコードよりリリースした。同年にこの3人がフィリップ・セス・トリオとしてビルボードライブ東京で来日公演を行った。この時の模様が収録されたライブ・アルバム『PSP・ライヴ』が、彼らの頭文字ととった「PSP（Phillips Saisse Palladino）」名義で翌年にリリースされた。

## ディスコグラフィ

### リーダー・アルバム
- 『ヴァレリアン』 - Valerian (1988年、Windham Hill)
- 『ストーリーテラー』 - Storyteller (1991年、PS) ※日本とフランスのみ
- 『ドリーム・キャッチャー』 - Dream Catcher (1994年、JVC)
- Masques (1995年、Verve Forecast) ※『Dreamcatcher』のアメリカ盤
- 『ネクスト・ヴォエッジ』 - Next Voyage (1997年、Verve Forecasat)
- 『ハーフウェイ・ティル・ドーン』 - Halfway Till Dawn (1999年、GRP)
- 『マイ・フェイバリット・ソングス-コンテンポラリー・ムード』 - My Favorite Songs - contemporary mood (2000年、aosis next/JVC) ※フィリップ・セス・アコースティック・トリオ名義。日本盤のみ
- 『マイ・フェイバリット・ソングス-クラシック・ムード』 - My Favorite Songs - Classic Mood (2001年、aosis next/JVC) ※フィリップ・セス・アコースティック・トリオ名義。日本盤のみ
- 『レディ・トゥ・ゴー』 - Ready to Go (2003年、aosis next/JVC) ※フィリップ・セス・アコースティック・トリオ フィーチャリング ケリー・サエ名義。日本盤のみ
- 『ボディ・アンド・ソウル』 - Body and Soul Sessions (2006年、Rendezvous) ※フィリップ・セス・トリオ名義
- 『ピアノ・マン』 - Piano Man (2007年) ※セス・オケグォ・アルピノ・フィーチャリング・グレゴア・マレット名義
- 『アット・ワールズ・エッジ』 - At World Edge (2009年、left|Koch)
- 『PSP・ライヴ』 - PSP Live (2009年) ※PSP（Phillips Saisse Palladino）名義

### ディライト
- Delight (1981年、Mercury)
- Is It Too Late (1983年、Pathé Marconi EMI)

### ドッペルギャンガー
- 『ドッペルギャンガー』 - Doppelganger (1987年、CBS/Sony)

### アウトラウド
- 『アウトラウド』 - Out Loud (1987年、Warner Bros.)